# سلمى بنت المهلهل
سلمى بنت مهلهل بن ربيعة بن الحارث بن زهير بن جشم. شاعرة من قبيلة تغلب رحلت مع أبيها عندما اعتزل قومه إلى اليمن وهنالك أرغم على تزويجها في قبيلة (جنب) ممهورة بالأدم. فلما علمت قبيلة بكر وتغلب بما أصابها قتلت زوجها وأعادتها ثانية إلى الجزيرة ثم تزوجت النعمان بن مالك بن عتاب بن سعد فأنجبت له أبا حنش وتزوجت بعده بُعج بن عتبة بن سعد فأنجبت له ذا السُنية.